# Earl Watford
Earl Watford (Filadelfia, 24 giugno 1990) è un giocatore di football americano statunitense che gioca nel ruolo di offensive guard per i Tampa Bay Buccaneers della National Football League (NFL). Fu scelto nel corso del quarto giro (116º assoluto) del Draft NFL 2013. Al college ha giocato a football alla James Madison University.

## Carriera professionistica

### Arizona Cardinals
Watford fu scelto nel corso del quarto giro del Draft 2013 dagli Arizona Cardinals. Dopo non essere mai sceso in campo nella sua stagione da rookie, debuttò come professionista nella settimana 2 della stagione 2014 contro i New York Giants, concludendo la sua seconda annata con dieci presenze.

### Jacksonville Jaguars
Nel 2017, Watford firmò con i Jacksonville Jaguars.

## Palmarès
- Super Bowl : 1

Tampa Bay Buccaneers: LV